# Vilar do Monte (Ponte de Lima)
Vilar do Monte ist ein Ort und eine ehemalige Gemeinde (Freguesia) im nordportugiesischen Kreis Ponte de Lima der Unterregion Minho-Lima. Die Gemeinde hatte 106 Einwohner (Stand 30. Juni 2011).
Am 29. September 2013 wurden die Gemeinden Vilar do Monte, Labrujó und Rendufe zur neuen Gemeinde Labrujó, Rendufe e Vilar do Monte zusammengeschlossen.